# Maya Hanoomanjee
Santi Bai 'Maya' Hanoomanjee GCSK (Tiếng Hindi: माया हनुमानजी Sinh GHOSE, vào ngày 5 tháng 10 năm 1952) là một chính trị gia người Mauritius và cựu công chức dân sự được bầu làm chủ tịch Quốc hội Mauritius vào tháng 12 năm 2014. Bà là người phụ nữ đầu tiên nắm giữ văn phòng lập hiến này và theo đó là người phụ nữ được xếp hạng cao nhất trong nước cộng hòa. Bà là cựu Bộ trưởng Bộ Y tế của Mauritius, phục vụ từ ngày 11 tháng 5 năm 2010 cho đến khi chính phủ liên minh của Đảng Lao động & Phong trào Xã hội Dân chủ Maurit tan rã vào tháng 7 năm 2011. Bà phục vụ trong Nội các của Navin Ramgoolam. Bà từng là Thành viên thứ hai của Quốc hội được bầu tại khu vực bầu cử số 14, Black River & La Savanne từ năm 2005 đến 2014. Bà là thành viên của MSM và là người phụ nữ đầu tiên nắm giữ văn phòng của Diễn giả.
Hanoomanjee là một cựu công chức và đã nghỉ hưu năm 2005 với tư cách là Thư ký Thường trực ngay trước khi chính thức gia nhập MSM. Bà là Thư ký Thường trực về Tài chính và Sức khỏe trong thời gian đó. Bà được Tổng thống Kailash Purryag trang trí vào ngày quốc khánh 2015 và được phong làm Tổng tư lệnh của Ngôi sao và Chìa khóa của Ấn Độ Dương (GCSK). Maya Hanoomanjee đã kết hôn được 40 năm và có ba bà con gái.

## Cuộc sống ban đầu
Hanoomanjee sinh ra trong gia đình Ghose liên quan đến gia đình Ballah. Bà là anh em họ đầu tiên của Sarojini Ballah và chị dâu của Anerood Jugnauth. Bà cũng là anh em họ đầu tiên  từng bị phế truất thủ tướng đương nhiệm Pravind Jugnauth. Bà đã được giáo dục tiểu học tại Aryan Vees Aided School ở Vacoas, giáo dục trung học tại Queen Elizabeth College, Rose Hill và hoàn thành bằng cấp của mình tại Đại học Mauritius. Bà là một công chức từ năm 1971 đến năm 2005 và đã nghỉ hưu với tư cách là Thư ký Thường trực vào tháng 5 năm 2005. Trong thời gian làm công chức, bà giữ chức Chủ tịch Hội đồng chè từ năm 1996 đến 2004, Chủ tịch Ủy ban Dịch vụ Nông dân từ năm 1998 đến 2004, Chủ tịch của Tập đoàn Pool Pool Mechanical từ năm 1997 đến 2004, Chủ tịch của Mauritius Cơ quan quản lý đường - 2001 đến tháng 5 năm 2005 và là Chủ tịch đầu tiên của Cơ quan doanh thu Mauritius từ năm 2004 đến tháng 5 năm 2005. Bà cũng là thành viên hội đồng quản trị trong các ủy ban khác nhau. Cùng khả năng đó, bà đã đại diện cho Mauritius trong các cuộc thảo luận ở cấp ACP-EU về các vấn đề về Nghị định thư đường, các nhiệm vụ vận động hành lang ở các nước EU về Nghị định thư đường, đàm phán tại WTO về các vấn đề thương mại và một số hội nghị và hội nghị quốc tế.

## Sự nghiệp chính trị
Năm 2005, bà tham gia đảng Phong trào xã hội chủ nghĩa (MSM). Bà được đảng của mình đề cử tại khu vực bầu cử số 14, Black River & La Savanne, khu vực bầu cử lớn nhất ở Mauritius, năm 2005 và bà tiếp tục giành chiến thắng trong cuộc bầu cử. Bà đã giành chiến thắng từ cùng một khu vực bầu cử vào năm 2010 và trở thành Bộ trưởng Bộ Y tế của Mauritius từ ngày 11 tháng 5 năm 2010 cho đến khi chính phủ liên minh của Đảng Lao động & Phong trào Xã hội Dân chủ Mauriti phá vỡ vào tháng 7 năm 2011. Bà phục vụ trong Nội các của Navin Ramgoolam trong nhiệm kỳ làm bộ trưởng. Bà phục vụ như một thành viên đối lập cho đến ngày 6 tháng 10 năm 2014. Vào tháng 12 năm 2014, bà được bầu làm diễn giả của quốc hội. Bà là người phụ nữ đầu tiên nắm giữ văn phòng lập hiến này và theo đó là người phụ nữ đứng thứ 2 trong nước cộng hòa sau Tổng thống Ameenah Gurib. Bà cũng được bầu làm Chủ tịch Hiệp hội Nghị viện Liên bang (Khu vực Châu Phi) vào ngày 14 tháng 8 năm 2015 tại Kenya, Nairobi tại Hội nghị CPA lần thứ 46 (Khu vực Châu Phi). Bà đã được trao danh hiệu cao nhất của đất nước và được nâng lên cấp bậc Chỉ huy trưởng của Ngôi sao và Chìa khóa (GCSK) vào ngày 12 tháng 3 năm 2015 cho dịch vụ chính trị, xã hội và công cộng.

## Tranh cãi
Trong năm 2011, Bộ trưởng của Tổng thống Juganauth cùng với Bộ trưởng Tài chính Pravind Juganauth và Bộ trưởng Y tế Hanoomanjee đã bị buộc tội mua một phòng khám Medpoint thuộc sở hữu gia đình lạm dụng văn phòng của họ. Cả ba người đều phủ nhận cáo buộc. Bà đã bị Ủy ban chống tham nhũng (ICAC) bắt giữ vào ngày 22 tháng 7 năm 2011 với cáo buộc gây thiệt hại cho Nhà nước để điều chỉnh 144 triệu Rupee bằng cách chấp thuận mua một phòng khám gia đình để làm phòng khám lão khoa của chính phủ. Sáu bộ trưởng của đảng MSM đã từ chức trong nội các lên án vụ bắt giữ Hanoomanjee. Vào ngày 11 tháng 4 năm 2013, Giám đốc công tố, được coi là tương đương với công tố viên đã giải thoát bà vì lý do không có bằng chứng chứng thực chống lại bà. Con gái của Hanoomanjee Naila Hanoomanjee được bổ nhiệm làm Giám đốc điều hành của công ty Phát triển Tài sản Nhà nước (SPDC), người quản lý của Cảng Louis Louis và Bờ sông Mahébourg trong tháng 10/2015. Có những cáo buộc rằng luật pháp đã bị bẻ cong để phù hợp với bà, trong khi Hanoomanjee bác bỏ các yêu cầu tuyên bố rằng con gái bà đã trải qua nhiều thủ tục lựa chọn và được chọn theo công trạng.